# نادية الكوكباني
نادية الكوكباني روائية، كاتبة قصص قصيرة، وأكاديمية يمنية. ولدت في تعز ودرست الهندسة المعمارية في جامعة صنعاء. حصلت على شهادة الدكتوراه في الهندسة المعمارية في جامعة القاهرة في عام 2008 قبل أن تعود لتولي منصب أكاديمي في جامعة صنعاء.
أول عمل أدبي لها كان قصة قصيرة نشرت في صحيفة الثورة. منذ ذلك الحين نشرت عددا من المجموعات القصصية بدءا من "زفرة الياسمين" في عام 2001. كان عنوان أول رواية لها "حب ليس إلا"" ونشرت في عام 2006. وأعقب ذلك في عام 2009 "عقيلات" وهي قصة عن حياة تسعة عشر امرأة يمنية. أيضا في عام 2009 شكلت مع علي المقري، سمير عبد الفتاح، ووجدي الأهدل مجموعة أدبية تدعى "نلتقي أمسا".
تلقت الكوكباني على عدد من الجوائز الأدبية في كل من اليمن وخارجها من بينها جائزة سعاد الصباح في عام 2000 (الجائزة الثانية)، جائزة الرئيس اليمني للأدباء الشباب (2001)، و الصندوق العربي للثقافة والفنون (2010). في عام 2009 دعيت للمشاركة في ورشة عمل للكتاب الأوائل بعنوان الندوة والتي نظمتها الجائزة العالمية للرواية العربية وأدرجت أعمالها ضمن مختارات بعنوان الأصوات العربية الناشئة. ظهرت أعمالها مترجمة في عددين من مجلة بانيبال في عام 2005 وعام 2009. كما تم ترجمتها إلى اللغة الفرنسية والألمانية.
الكوكباني متزوجة ولديها ثلاثة أطفال.

## روابط خارجية
- الموقع لنادية الكوكباني